# McCann Stockholm
McCann Stockholm är en svensk reklambyrå ingår i nätverket McCann Worldwide.

## Historik

### Förhistoria
McCann-nätverket har funnits i Sverige i olika konstellationer i flera decennier. På 1960-talet köptes annonsbyrån Günther & Bäck, som år 1973 bytte namn till McCann-Erickson AB. År 1994 köptes Rönnberg & Co som bytte namn till Rönnberg McCann och slogs ihop med McCanns existerande verksamhet i Stockholm.

### Storåkers McCann
Storåkers McCann grundades år 1998 som en "kycklingbyrå" med yngre kreatörer som skulle komplettera Rönnberg McCann. Den fick sitt namn av den då 26-årige Michael Storåkers. Rönnberg McCann ägde hälften och resten ägdes av Michael Storåkers, Niklas Angergård, Martin Marklund och David Hägglund.
År 2002 avvecklades Rönnberg och Storåkers blev McCanns huvudbyrå i Sverige.
År 2009 var Storåkers McCann medgrundare till designbyrån Jensen Pamp. 2011 köptes designbyrån och slogs ihop med Storåkers. År 2014 blev McCann Stockholms designavdelning en del av norska Scandinavian Design Group.
År 2012 bytte byrån namn till McCann Stockholm. Under 2010-talet hade byrån återkommande lönsamhetsproblem och gick med förlust varje år 2018 när man gjorde en liten vinst. Därefter fortsatte förlusterna. Som en del av en omorganisation 2019 flyttades reklambyråns verksamhet till bolaget I&F Sweden, men drevs fortsatt under namnet McCann Stockholm.
År 2023 ansökte byrån om konkurs.

## Kunder i urval
- Ving, fram till 2003.[10]
- Telia, 2003[11]–2009[12]. Mellan 2004[13] och 2010 gick filmer med en vardaglig ton som skulle komma att kallas "Teliafamiljen". "Teliapappan" (spelad av Roland Nordqvist) fick över tid en huvudroll. Se Telia-reklamen.
- Canal+, fram till 2004.[14] Vann ett guldägg år 2003.
- Riksgäldskontoret, 2004[15]–2012[16]. Utvecklade konceptet "dåliga förlorare" som ledde till två guldägg år 2010.[17]
- Moderaterna, från 2005.[18]
- Allians för Sverige, valet 2006.[19]
- SEB, 2006[20]–2015[21].
- Lantmännen, 2008[22]–2016[23].
- Statoil, från 2009[24]-2014.
- Max Hamburgerrestauranger, 2010[25]–2014[26].
- Tre, 2010[27]–2014[28].
- Nordea, 2015[21]–2018.
- Subway, 2015[29]–2019[30].
- Svensk fastighetsförmedling, 2017[31]–
- Viking Line, 2017[32]–2019[30].
- Mastercard, 2018[33]–
- Eon, 2018[34]–2020[35]
- Livsmedelsföretagen, från 2019.[36] År 2021 släpptes mockumentären Eat a Swede, producerad av FLX i regi av Daniel Hallberg.[37] Denna blev flerfaldigt belönad och vann bland annat Grand Prix vid Cannes Lions.[38]

## Chefer
Vd:
- Michael Storåkers, –2009
- Pia Grahn, 2009–2013
- Marie Schnell Carlén, 2014[39]–2017
- Johan Östlund, 2017[40]–2020
- Tobias Smidth-Fibiger, 2020[41]–2020
- Jacob Stjärne, 2020[42]–